# 西靖・谷口キヨコのもっと聴きたい!
『西靖・谷口キヨコのもっと聴きたい!〇曜日』（にしやすし・たにぐちきよこのもっとききたい!○○ようび）は、MBSラジオで2021年度と2022年度の下半期（プロ野球のオフシーズン）に編成されていた生放送のトーク番組・報道番組。西靖（毎日放送アナウンサー）と谷口キヨコ（ラジオパーソナリティ）の冠番組でもある。
放送時間は18:00 - 20:00で、番組タイトルの『〇曜日』には、年度ごとの放送曜日（2021年度は水曜日→2022年度は火曜日）が入る。

## 概要
毎回さまざまな分野の専門家や著名人をゲストに迎えたうえで、その時々の話題にまつわる体験談や私見などについて、鋭い質問を交えながら可能な限り「聴く」ことを志向した生放送番組。番組の後半には、毎日放送グループの他番組にも定期的に出演しているコメンテーター（2021年度はジャーナリストの立岩陽一郎→2022年度は時事通信社編集委員・政治評論家の山田惠資）が直近の政治情勢について解説するコーナーを設けている。
谷口は京阪神地区のFM単営局（α-STATION・FM OSAKA・Kiss FM）の番組で長らくパーソナリティを務めているが、MBSラジオの生放送番組にレギュラー出演で出演することは、毎日放送（テレビとの兼営局）時代に水曜日→火曜日のアシスタントを通年で担当していた『ノムラでノムラだ♪』の終了（2015年3月）以来6年半振りである。一方の西は、2022年7月から所属部署の管理職（毎日放送総合編成局のアナウンスセンター長）を務めているが、アナウンサーとしては（テレビを含めても）当番組に限って毎週の番組出演を続けている。

## 放送履歴
- シーズン1『西靖・谷口キヨコのもっと聴きたい!水曜日』 - 2021年12月1日 - 2022年3月23日 水曜18:00 - 20:00
- シーズン2『西靖・谷口キヨコのもっと聴きたい!火曜日』 - 2022年11月1日 - 2023年3月28日 火曜18:00 - 20:00

地上波（ラジオ）の放送では、『MBSニュース』と『お天気のお知らせ』を19時の時報明けに内包。その一方で、他のパートの同録音源をMBSラジオのYouTube公式アカウントで全編、後述するゲストコーナーの音源の完全版をMBSポッドキャストで生放送の終了直後から配信している。

### ゲストコーナーの出演者
MBSラジオの放送対象地域である関西地方の出身者か、関西地方に縁のある人物を招くことが多い。

#### シーズン1
2021年
1. 12月1日 - 岸政彦（作家・社会学者）
2. 12月8日 - 大久保嘉人（セレッソ大阪元選手）
3. 12月15日 - 辻元清美（政治家）
4. 12月22日 - 岩田健太郎（神戸大学大学院教授）
5. 12月29日 - 今井紀明（認定NPO「D×P」理事長）
2022年
6. 1月5日 - 阿古智子（東京大学大学院教授）
7. 1月12日 - 福島あゆみ（B-Girl・ブレイクダンサー）
8. 1月19日 - 大垣全央（大垣書店代表取締役社長）
9. 1月26日 - 菅谷富夫（大阪中之島美術館長）
10. 2月2日 - 佐渡裕（指揮者）
11. 2月9日 - シャープさん（シャープ公式Twitter投稿者）
12. 2月16日 - 谷口真由美（法学者）
13. 2月23日 - 平田オリザ（劇作家・演出家）
14. 3月2日 - 安田菜津紀（認定NPO「Dialogue for People」副代表・フォトジャーナリスト）
15. 3月9日 - 今村翔吾（小説家）
16. 3月16日 - 安藤忠雄（建築家）
17. 3月23日（シーズン1最終回） - 松本隆（作詞家）

#### シーズン2
2022年
1. 11月1日 - 堀江謙一（海洋冒険家＝ヨットマン）
2. 11月8日 - 佐渡裕（2回目）
3. 11月15日 - 桂二葉（落語家）
4. 11月22日 - 山田惠資（18時台[注釈 1]）、中孝介（歌手、19時台）
5. 11月29日 - 金子達仁（スポーツライター）
6. 12月6日 - 久保田徹（ドキュメンタリー映像作家）
7. 12月13日 - 辰野勇（モンベル会長）
8. 12月20日 - 金水敏（日本語学者）
9. 12月27日 - 岸政彦（社会学者）
2023年
10. 1月10日 - 高野秀行（ノンフィクション作家）
11. 1月17日 - 矢守克也（京都大学防災研究所教授）[注釈 2]
12. 1月24日 - 小野邦彦（株式会社坂ノ途中代表取締役社長）
13. 1月31日 - 高田ほのか（歌人）
14. 2月7日 - 土井善晴（料理研究家）
15. 2月14日 - 宮本我休（仏師）
16. 2月21日 - 服部文祥（登山家・作家）
17. 2月28日 - 湊三次郎（銭湯活動家）
18. 3月6日 - 宮田崇（『地球の歩き方』編集長）
19. 3月13日 - 南利幸（気象予報士）
20. 3月20日 - 南和行（弁護士）
21. 3月27日（シーズン2最終回） - 平田進也（カリスマ添乗員）